# Ворика (Оклахома)
Ворика (енгл. Waurika) град је у америчкој савезној држави Оклахома.

## Демографија
По попису из 2010. године број становника је 2.064, што је 76 (3,8%) становника више него 2000. године.
| Група             | 2000.         | 2010.         |
| Белци             | 1.610 (81,0%) | 1.687 (81,7%) |
| Афроамериканци    | 36 (1,8%)     | 29 (1,4%)     |
| Азијати           | 67 (3,4%)     | 6 (0,3%)      |
| Хиспаноамериканци | 159 (8,0%)    | 168 (8,1%)    |
| Укупно            | 1.988         | 2.064         |